# Dorotheenstraße
La Dorotheenstraße (en français, rue Dorothée) est une rue de Berlin.

## Situation et accès
Située dans le quartier de Mitte, la rue s'étend parallèlement à Unter den Linden d'est en ouest sur une distance d'1,3 km. Elle commence à la Ebertstraße, coupe la Wilhelmstraße et la Friedrichstraße et se termine au Kupfergraben, un des bras de la Spree.

## Origine du nom
Elle rend honneur à la princesse Dorothée (1636-1689), épouse du prince-électeur Frédéric-Guillaume Ier de Brandebourg (1620-1688)

## Historique
Appelée « Dorotheenstraße » en 1822, elle est rebaptisée en 1951, du temps de Berlin-Est, « Clara-Zetkin-Straße » d'après la révolutionnaire Clara Zetkin, avant de reprendre son nom d'origine en 1995.

## Bâtiments remarquables et lieux de mémoire
Certains édifices sont classés:
- N°16, immeuble d'habitation au coin de la Hegelplatz
- N°26, immeuble de bureaux (Chambre de commerce de Berlin)
- N°28, ancien institut d'histoire naturelle et de médecine de l'université Frédéric-Guillaume construit en 1873-1883 par Paul Emmanuel Spieker, aujourd'hui studios de la télévision et radio ARD
- N°37, ancien hôtel Splendid, construit en 1904
- N°41-43, immeuble de rapport
- N°84, ancienne entrée du Markthalle IV, aujourd'hui bureau de presse et d'information du gouvernement fédéral (façade préservée)
- N°90, immeuble d'habitation construit par Franz Schwechten
- N°93, ancien ministère du Reich à l'Intérieur, construit en 1935-1937, devenu ministère de la Justice du temps de la République démocratique allemande, aujourd'hui bureaux du Bundestag

On remarque également:
- N°97, immeuble de bureaux construit en 1975 par Bruno Flierl

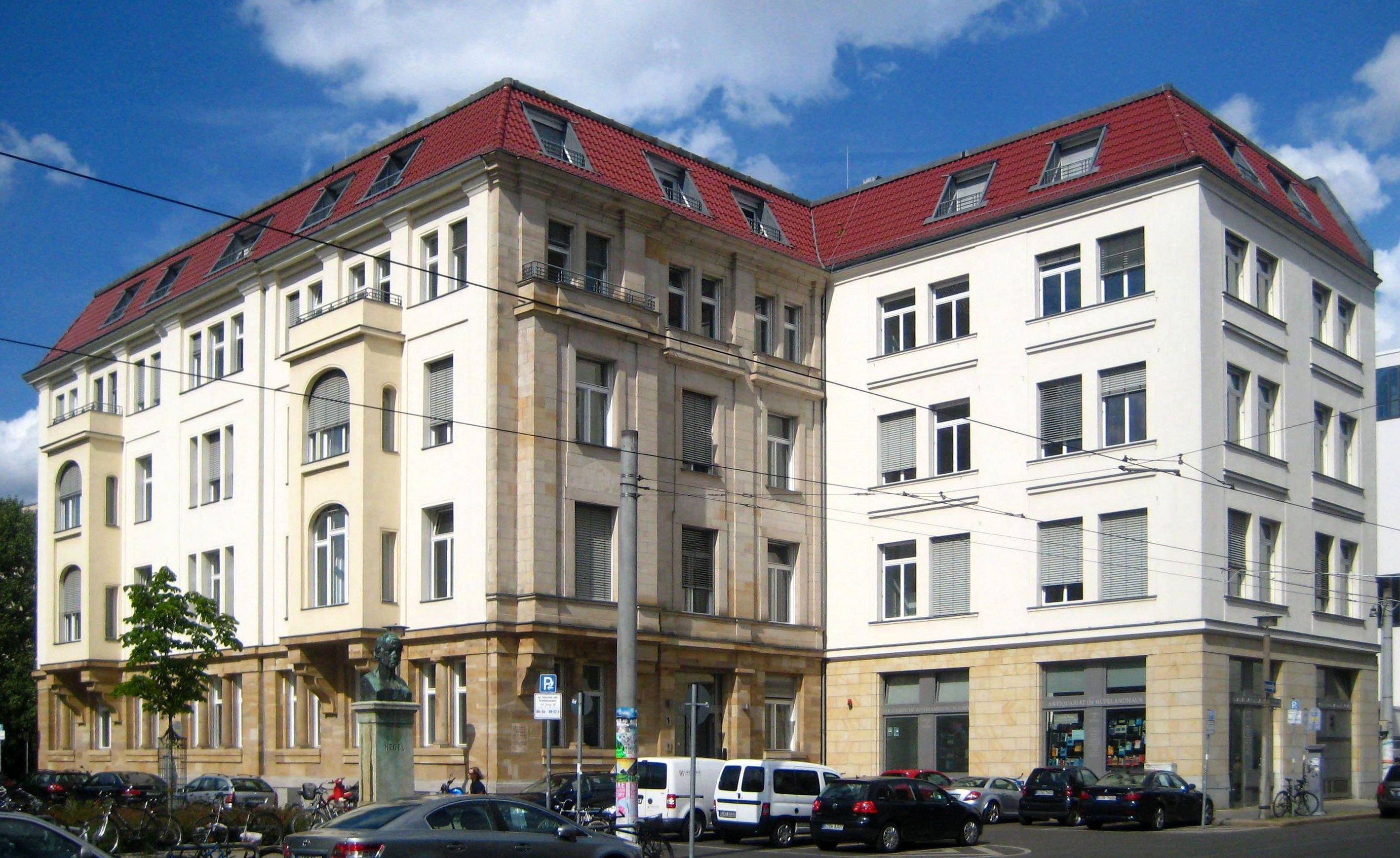
Immeuble au numéro 16 au coin de la Hegelplatz
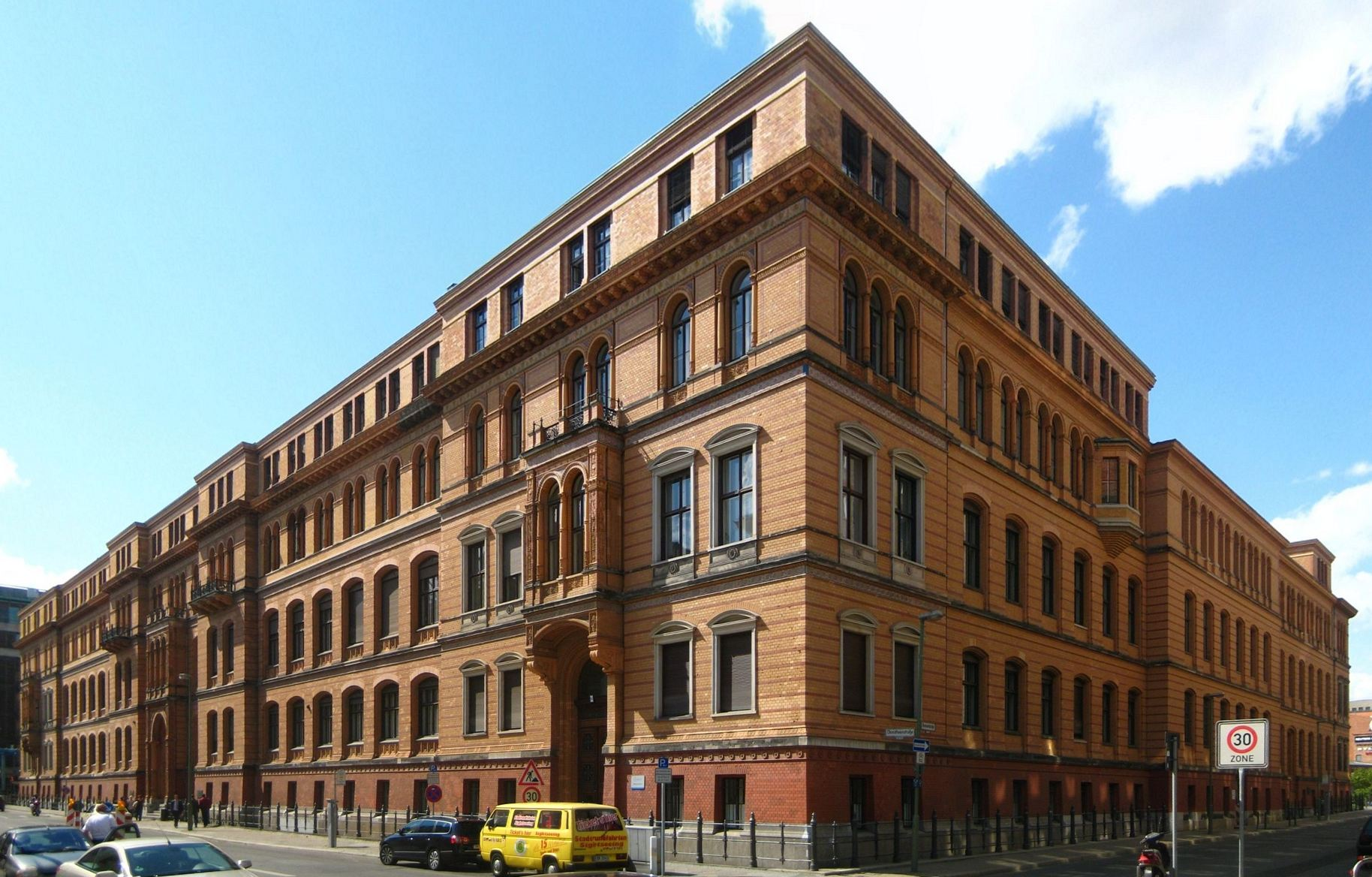
Ancien institut d'histoire naturelle et de médecine de l'université Frédéric-Guillaume
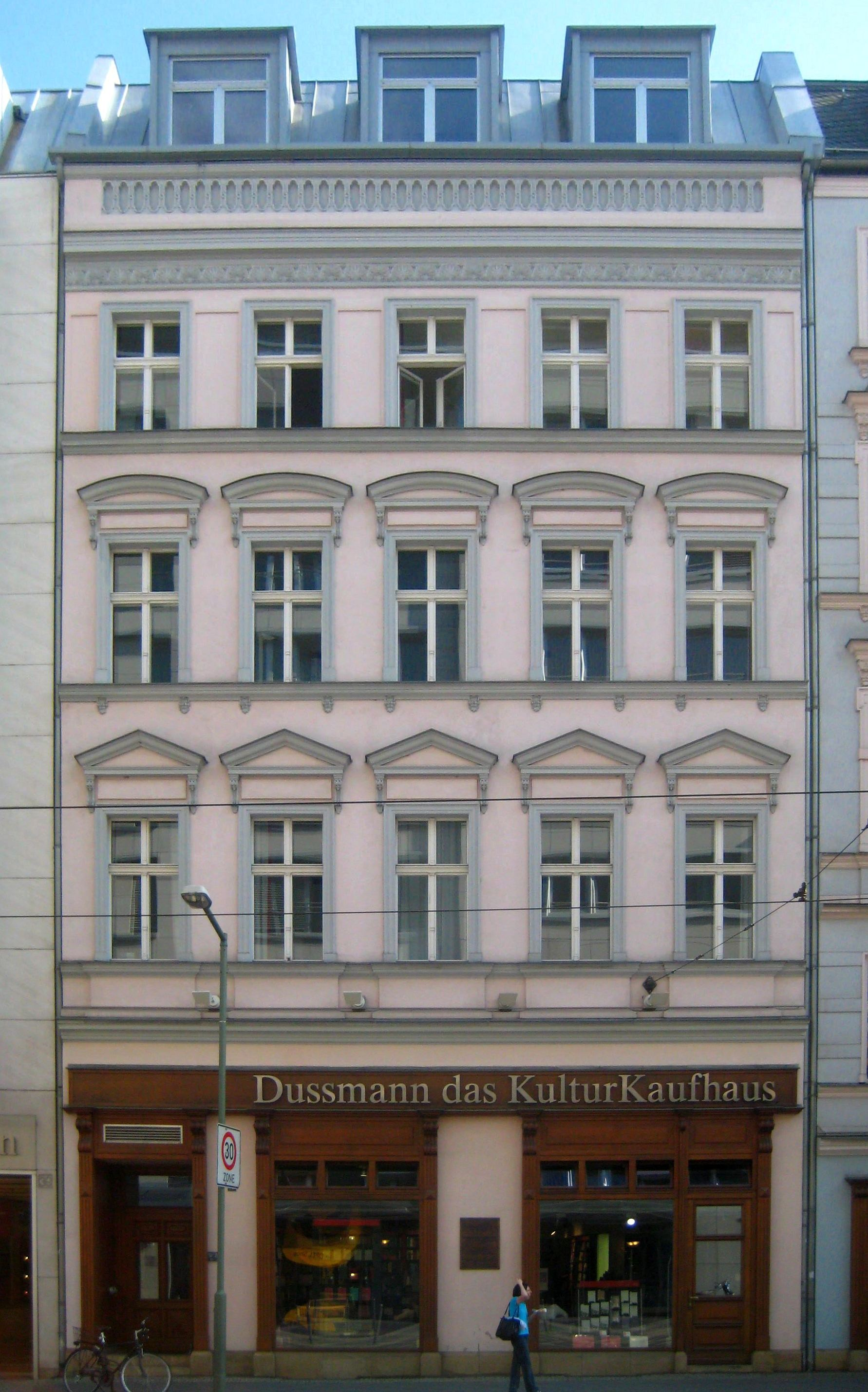
Immeuble au numéro 41
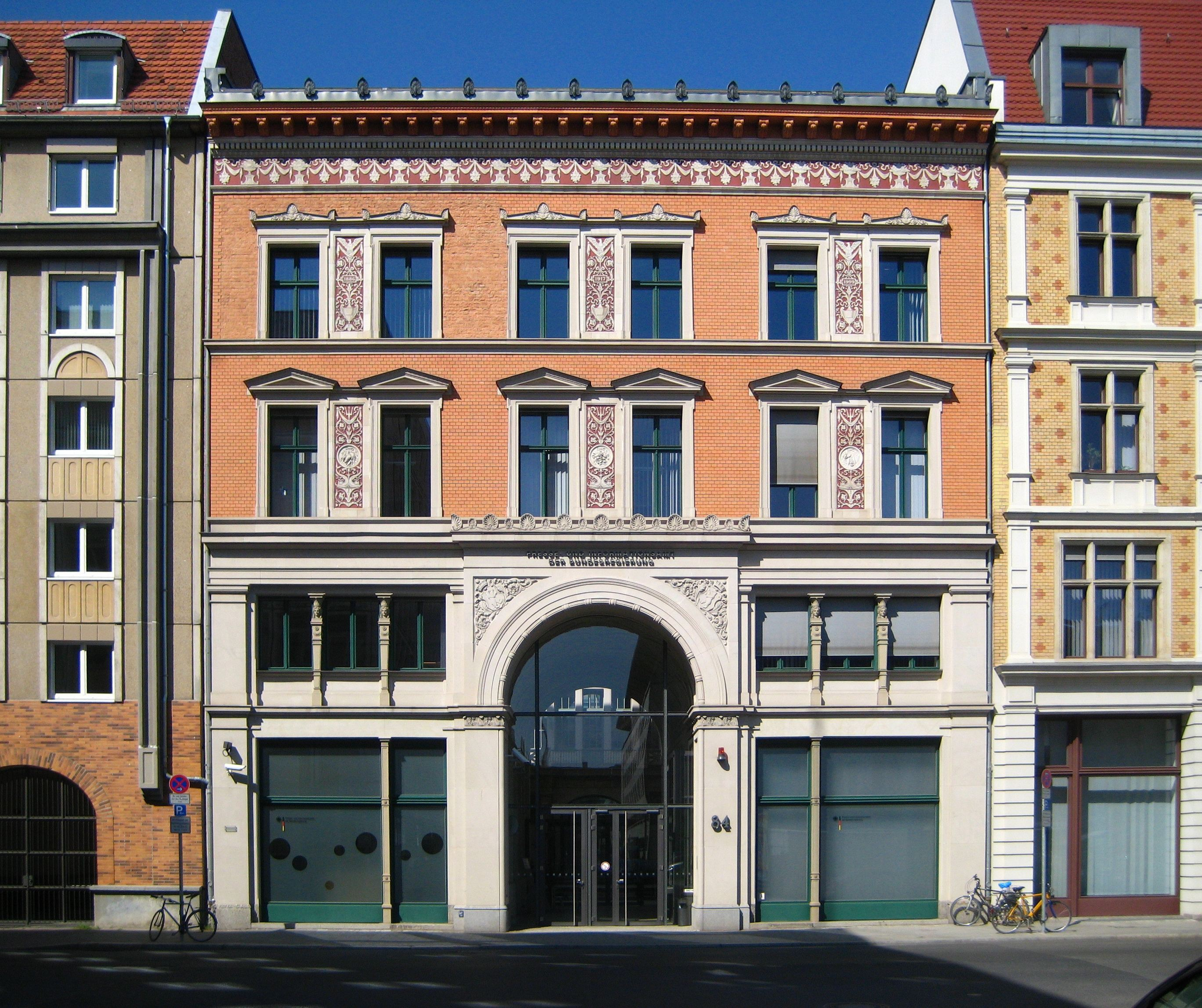
Façade d'entrée de l'ancien Markthalle IV au numéro 84
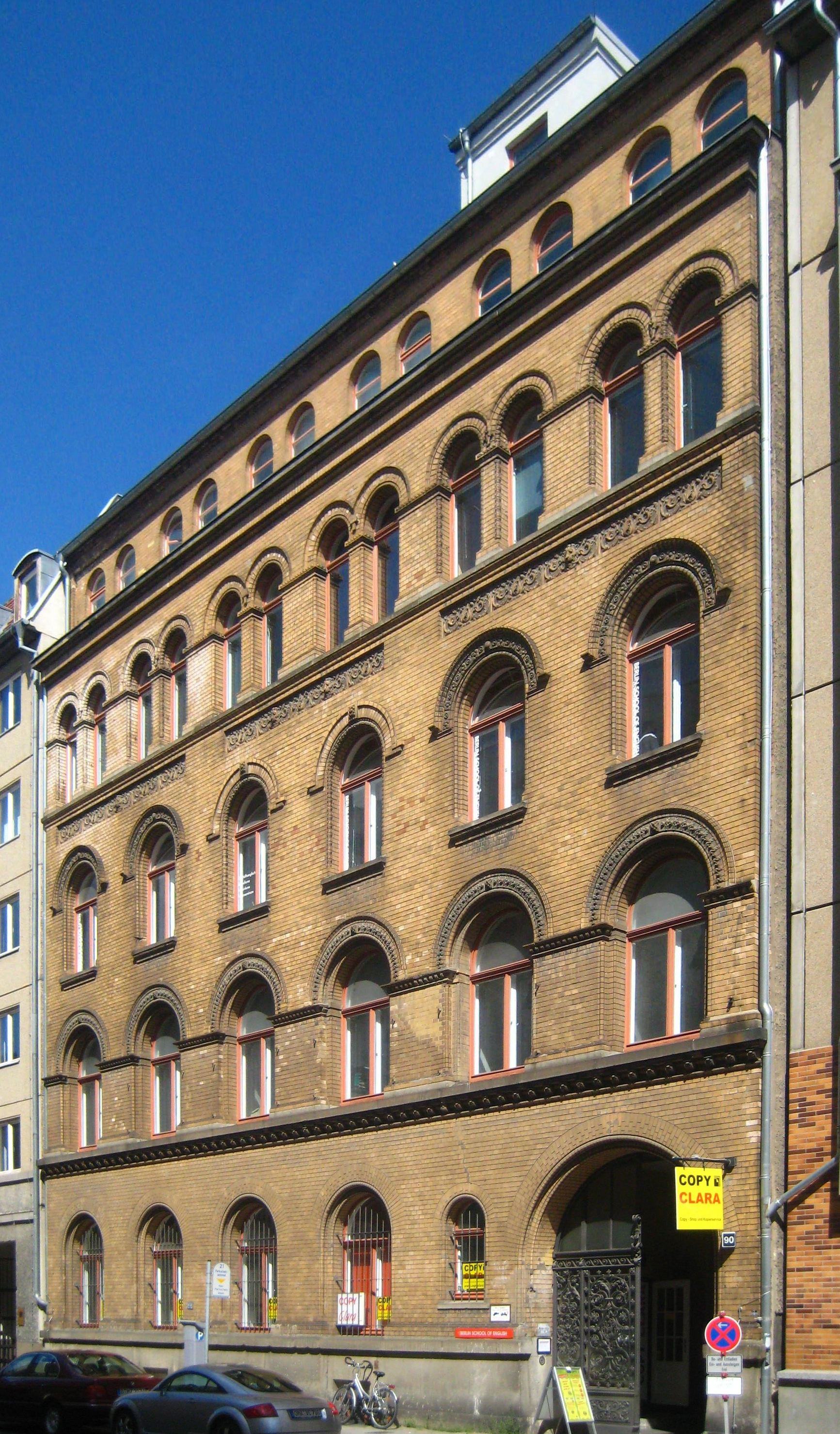
Immeuble au numéro 90
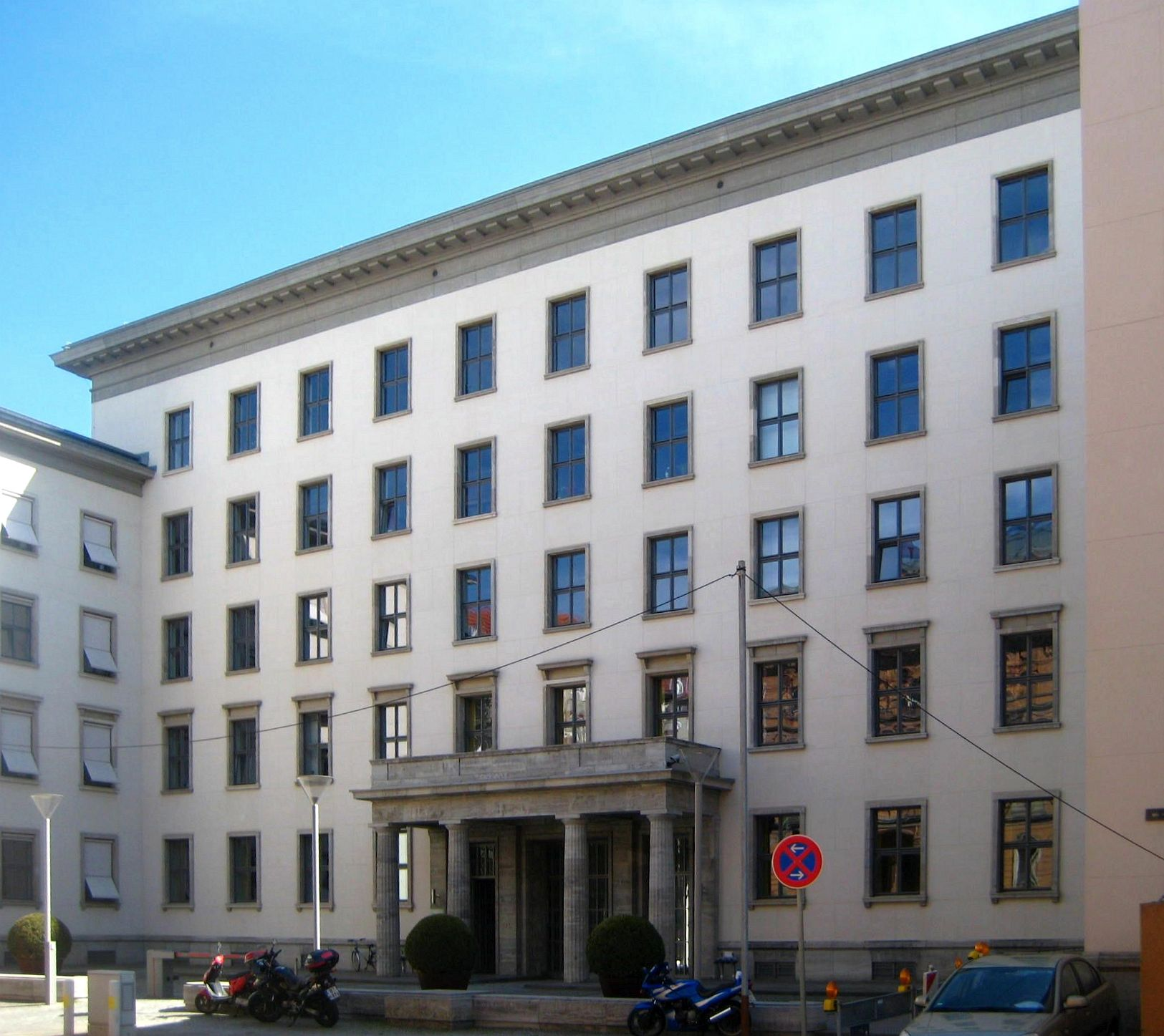
Ancien ministère du Reich à l'Intérieur au numéro 93